# 케이트 쇼팽
케이트 쇼팽(Kate Chopin, 1850년 2월 8일 ~ 1904년 8월 22일)은 미국의 단편소설작가이다. 20세기 페미니스트 소설의 선구자로 불린다.
쇼팽의 대표적인 단편소설로는 〈데지레의 아기 Desiree's Baby〉(1893)와 〈한 시간 이야기 The Story of an Hour〉(1894), 〈폭풍 The Storm〉(1898) 등이 있다. 쇼팽은 또한 《실수 At Fault》(1890)와 《각성 The Awakening》(1899) 두 편의 장편소설을 썼다. 그녀의 작품의 무대는 모두 루이지애나(Louisiana)이다. 단편소설의 배경은 대부분 내치터시(Natchitoches), 《실수》의 배경은 뉴올리언즈(New Orleans), 《각성》의 배경은 그랑섬(Grand Isle)이다.
쇼팽은 죽은 지 10년 후에야 당대 최고의 작가로 널리 인정받았다. 1915년 프레드 루이스 패티Fred Lewis Pattee는 이렇게 평했다.
"[쇼팽의] 몇몇 작품들은 지금까지 프랑스나 미국에서 만들어진 최고의 작품들에 버금간다. [그녀가 보여주는] 타고난 서술 능력은 천재적이다."

## 생애

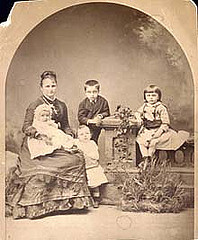
1877년 뉴올리언스에서 아이들과 함께 찍은 사진

### 출생
케이트 쇼팽은 미주리 세인트루이스(St. Louis, Missouri)에서 캐서린 오플레어티Katherine O'Flaherty라는 이름으로 태어났다. 사실 그녀의 출생일에 관해서 논란이 있다. 기록으로는 1851년 2월 8일이라고 전해지고 있으나 그녀는 1850년이라고 주장했다.

### 가족사

#### 아버지
토마스 오플레어티Thomas O'Flaherty는 아일랜드 골웨이Galway,Ireland에서 미국으로 이민 와 사업으로 크게 성공한 사람이었다.

#### 어머니
엘리자 패리스Eliza Faris는 세인트루이스의 프랑스계 커뮤니티에서 활발하게 활동을 했다.

#### 외할머니
아떼나이즈 사를빌Athénaïse Charleville은 프랑스계 캐나다인의 후손이었다.

#### 그 외의 가족사
모계의 조상들은 앨라배마 도핀아일랜드Dauphin Island, Alabama에 최초로 정착한 유럽 이주민이었다.

### 결혼 전
그녀는 다섯 남매 중 세 번째로 태어났지만 자매들은 유아기에 모두 죽었고, (아버지가 초혼 때 낳은) 남자형제들은 모두 20대 초반에 죽었다. 결국 그녀는 남매들 중에서 25살을 넘긴 유일한 사람이었다. 5살 때인 1855년, 아버지가 사망한 뒤, 쇼팽은 어머니, 할머니, 증조 할머니 밑에서 자랐다. 그녀는 또한 동화, 시, 종교적 우화는 물론, 고전소설과 현대소설의 열렬한 독자였다.

### 결혼 후

#### 남편의 사업실패
1870년, 20살이 되던 해, 그녀는 오스카 쇼팽Oscar Chopin과 결혼을 한 뒤 루이지애나 뉴올리언스에 정착했다. 28살이 될 때까지 쇼팽은 여섯 아이를 낳았다. 1879년, 오스카 쇼팽의 면화중개사업이 실패하자 가족들은 모두 내처티시 남부의 클라우티어빌Cloutierville로 이주하여 여러 개의 작은 농장 및 잡화점을 관리하는 일을 시작했다. 그들은 지역사회에 활발하게 참여하였고, 이곳 생활은 훗날 쇼팽의 작품소재가 되었다. 특히, 크레올 문화Creole culture는 이곳에서 습득한 것이다. 그들이 살던 집은 20세기 후반 역사적 유물로 지정되어 '바이유 민속박물관Bayou Folk museum'이라는 이름으로 사용되었으나, 2008년 10월 1일, 화재로 인해 굴뚝을 제외한 부분이 전소되었다.

#### 남편의 죽음과 삶의 불안정
1882년 남편 오스카 쇼팽이 사망한 뒤, 케이트는 빚 12,000달러(2009년 물가로 치면 25만 달러)를 고스란히 물려받았다. 쇼팽은 남편이 물려주고 간 농장과 잡화상을 계속 이어나가려고 했다.
(루머의 일환) 에밀리 토스Emily Toth의 기록에 따르면, "잠시 동안 미망인 케이트는 남편의 사업을 운영하면서 주변남자들과 쉬지 않고 바람을 피웠다. (심지어 유부남 농부와 밀회를 즐기기도 했다.)"
그러나 결국 2년 만에 그녀의 어머니가 다시 세인트루이스로 돌아오라고 간청 때문에 모든 사업을 팔고 루이지애나를 떠난다. 세인트루이스로 돌아간 뒤 경제적인 고민은 없어졌고 아이들도 안정적인 삶을 살았다. 하지만 그 다음 해, 쇼팽의 어머니도 세상을 떴다.

#### 우울증과 그 극복(글쓰기의 시작)

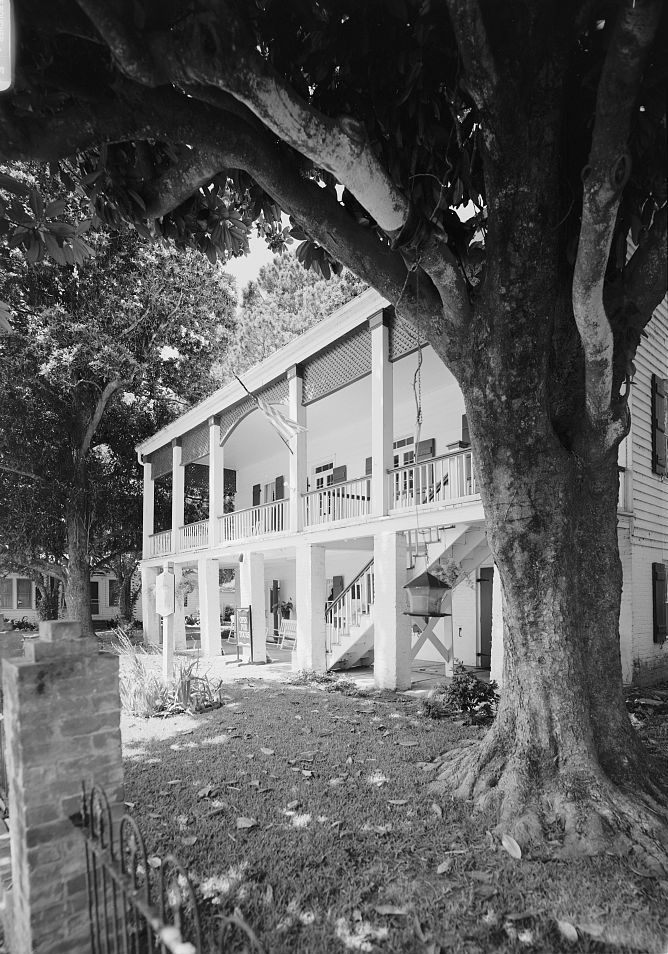
클라우티어빌에 있는 쇼팽의 집

남편과 어머니 모두 세상을 떠난 뒤 쇼팽은 우울증을 앓았다. 담당 산부인과 의사이자 가족친구인 프레드릭 콜벤하이어Frederick Kolbenheyer는 쇼팽에게 글을 쓰는 것이 어려운 시기를 이겨낼 힘이 될 수 있다고 조언했다. 글쓰기는 쇼팽의 넘치는 에너지를 분출할 수 있는 통로이자 주소득원이 되었다.

#### 본격적인 경력의 시작
1892년부터 쇼팽은 여러 잡지에 어른과 아이들 모두 읽을 수 있는 단편동화, 단편소설, 칼럼, 번역 등을 발표한다. 그녀는 작가로서 꽤 성공을 거두었고《St. Louis Post-Dispatch》, 《Atlantic Monthly》, 《Vogue》, 《The Century》, 《The Youth's Companion》 등 그녀의 작품들이 여러 잡지에 실렸다. 그러나 쇼팽은 남부지역의 색이 짙은 작가로만 인식되었고, 문학적인 질에 대한 평가는 경시되었다.

#### 《각성 The Awakening》, 그리고 그 평가
1899년 쇼팽은 두 번째 소설이자, 그녀의 걸작인 《각성 The Awakening》을 출판한다. 이 책은 몇몇 신문에 의해 긍정적 평을 받기도 했지만, 당시 여성상에 어긋나는 가치를 조장한다는 이유로 수많은 부정적 평가를 받았다. 가장 많은 비판을 받았던 부분은 여성성Female Sexuality, 모성(母性)Motherhood, 그리고 부부간의 부정(不定)Marital Infidelity이다. 이 작품은 곧 절판되고 말았으나, 수 십년이 지난 뒤 비평가들에게 발굴되어 문학성에 대해 재조명을 받았고 페미니즘의 중요한 초석으로 재평가되었다.

#### 단편장르의 시작
《각성 The Awakening》과 같은 작품들은 시대적으로 너무 앞선 작품이어서 사회적으로 받아들여지질 않았다. 쇼팽은 12년 정도 동안 문학적 소외감과 비판에 낙담하여 짧은 글쓰기에 눈을 돌렸다. 1900년, 그녀는 〈뉴올리언스에서 온 신사The Gentleman from New Orleans〉를 발표했고, 같은 해 《Marquis Who's Who》 1판에 등재된다.

#### 그녀의 경제력
그녀는 원고료만으로 생활비를 충당하기는 부족했고, 루이지애나와 세인트루이스에서 지급되는 투자배당금에 의존해 생계를 이어나갔다.

#### 죽음

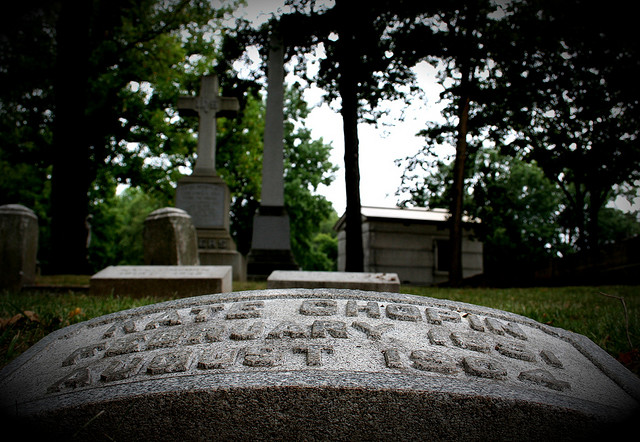
미주리 세인트루이스 캘버리 묘지의 케이트 쇼팽 무덤

1904년 8월 20일 세인트루이스 세계박람회St. Louis World’s Fair를 관람하던 중 쇼팽은 뇌출혈로 쓰러졌고, 이틀 후 사망했다. 54살의 나이로 생을 마감한 그녀는 세인트루이스 캘버리 공동묘지Calvary Cemetery에 묻혔다.

## 페미니즘

#### 페미니즘의 선구자, 케이트 쇼팽
케이트 쇼팽은 「The Awakening」,「The Story of an Hour」 등의 대표작에서 남성 중심적인 미국 사회에서의 억압된 여성의 삶을 드러내면서 여성주의 작가로 잘 알려지게 되었다.

#### 페미니즘이란
페미니즘은 19세기 중반에 시작된 여성 참정권 운동을 기반으로 여성의 사회진출과 성공을 막고 정치적 권리까지 억압하는 사회적 분위기를 타파하는데 그 목적을 두고 있는 여성해방 이데올로기이다. 이는 교육과 고용에 있어서의 평등 또한 추구하였다. 페미니즘이라는 말은 ‘여성의 특징을 갖추고 있는 것’을 의미 하는 ‘페미나(femina)’라는 라틴어에서 기원하였다. 「The Second Sex」(1949)에서 Simone de Beauvoir가 “여성은 여성으로 태어나는 것이 아니라 여성으로 만들어진다”라고 언급했던 것처럼 페미니즘은 사회가 남성과 여성의 생물학적 차이를 기반으로 하여 여성이 지켜야 할 일종의 사회적 규칙을 만들고 이는 여성과 남성의 사회적 경제적 불평등을 초래하였다고 주장한다. 구체적으로는 여성들의 재생산권, 가정 폭력, 출산 휴가, 남성과의 봉급 차별, 여성 참정권, 성폭력 등의 이슈들을 개혁하고자 하였다.
페미니즘의 역사는 '제 1의 물결'과 '제 2의 물결'로 나뉜다. '제1의 물결'은 메리 울스턴크라프트Mary Wolstoncraft의 「여권의 옹호」(1792)를 기초로 미국과 영국에서 1890년~1920년에 시작된 여성 참정권 운동이었다. 여성들은 여성들의 선거권, 교육권, 출산권, 노동권 등의 이슈를 통해 남성과의 '평등'을 주장하였다.
'제2의 물결'은 1960년대 이후의 저항문화와 그 맥락을 같이 하며 여성의 평등을 넘어 보다 적극적인 여성 '해방'을 주장하였다. 1980년대 이후는 포스트모더니즘의 영향으로 '차이'에 집중하여 인종,계급,민족에 따라 공통점도 있지만 차이점도 있는 갖가지 여성문제에 대해 서로 다른 해결책이 필요하다는 의견이 중심을 이루었다.

#### 동시대의 다른 페미니즘 작품들
샬롯 펄킨스 길먼Charlotte Perkins Gilman의 누런 벽지The Yellow Paper
샬롯 펄킨스 길먼Charlotte Perkins Gilman의 여성과 경제학Women and Economics
버지니아 울프Virginia Woolf의 자기만의 방A Room of One's Own

#### Q&A
(아래의 질의응답은 케이트 쇼팽의 공식 사이트 www.kateshopin.org에서 발췌한 내용입니다. 이 질문은 20세기, 즉 작품이 출시됐을 당시에 쇼팽이 페메니즘 문학에 어떠한 영향력이 있었는지에 대한 질의응답입니다.)
Q:그러니깐 블로그에서 본 “케이트 쇼팽은 페미니즘의 진화에 있어서 필수불가결한 존재였으며 지금까지 연구되는 페미니즘 문학을 20세기 초반에 독자들에게 제공했다.”라는 말이 사실인가요?
A:아니요, 그 말은 거의 확실히 사실이 아닙니다. 이유는 단순합니다. 현재 쇼팽의 페미니즘 소설 대표작으로 언급되는 “The Awakening”, “The Story of an Hour”, “The Storm” 들을 20세기초에 사람들이 많이 읽지 않았습니다. 대신 1960년대나 70년대에 “케이트 쇼팽은 페미니즘의 진화에 있어서 필수불가결한 존재였으며 지금까지 연구되는 페미니즘 문학을 20세기 초반에 독자들에게 제공했다.”라고는 논할 수 있겠지만 20세기 초 페미니즘 독자들에겐 영향력이 없었거나 조금 밖에 없었다고 볼 수 있습니다.

## 작품의 테마

### 환경적 영향
케이트 쇼팽은 삶에서 다양한 생활양식을 경험해 19세기 후반 미국사회를 분석할 수 있는 통찰력과 이해력의 잠재성을 가졌다. 아일랜드계와 프랑스계 혈통을 이어받은 집안에서 태어나 여자들의 손에 양육되었고, 결혼 후 루이지애나로 이주한 뒤에는 케이준문화Cajun Culture와 크레올문화Creole culture를 경험하였다. (그녀의 작품 속 이야기와 배경은 대부분 루이지애나에서 경험한 것이 바탕이다.) 이러한 경험들은 여성을 욕구와 갈망을 지닌 개인으로 묘사하는 비범한 묘사에 녹아 들었다.

### 초기 영향과 주체적 여성상(페미니즘)
쇼팽은 기 드 모파상Guy de Maupassant의 열렬한 팬이었고, 그의 문체에 영향을 받았다.
...나는 모파상의 작품을 읽고 탄복했다. 그것은 소설이 아니라 삶이었다. 거기에서는 구상Plot과 구조Mechanism와 전개Stage Trapping가 내가 꿈꾸었던, 어렴풋하면서도 쉽게 생각해낼 수 없는 방식으로 이야기를 이끌어 나간다. 그는 전통과 권위를 벗어나 자기 자신의 세계로 들어가 자신의 존재와 자신의 눈으로 삶을 바라본다. 그는 자신이 본 것을 있는 그대로 우리에게 이야기한다.
쇼팽은 자신만의 취향에 맞는 글을 쓰기 위해 모파상의 기법과 스타일을 초월했다. 그녀는 삶을 인식하고 그것을 창의적으로 쓸 수 있는 능력이 있었다. 그녀 주요 관심사는 19세기 후반 미국 남부에 살던 여성들의 삶과 그들이 자신의 정체성을 확립하기 위해 끊임없이 투쟁하는 모습이었다. 예컨대 〈한 시간 이야기〉에서 말라드 부인Mrs.Mallard은 남편이 사망한 소식을 듣고 홀로 사색에 잠기는 시간을 갖는다. 자신이 놓인 홀로 살아가야 하는 시간을 걱정하기보다 전혀 다른 깨달음을 얻는다.
"누워 있는 시신의 잘 포개진 부드럽고 다정한 손을 보면 또 울음이 터질 것이 분명했다. 늘 사랑스러운 눈길로 그녀를 바라보던 얼굴 역시 아무 표정 없이 잿빛으로 굳어버린 모습을 보면 어찌 눈물이 나지 않겠는가? 하지만 그 쓰디쓴 순간을 넘어서면 온전한 자신만의 시간이 있는 것이 보였다. 그리고 그녀는 두 팔을 벌려 그 시간을 맞이했다."
19세기 중〮후반 작가들은 대부분 쇼팽처럼 이러한 주제에 대해 이야기할 수 있을 만큼 대담하지 못했다. 에모리대학의 엘리자베스 폭스-제노비스Elizabeth Fox-Genovese는 "케이트 쇼팽은 페미니스트도, 여성의 참정권을 주장한 사람도 아니었습니다. 그럼에도 그녀는 여성을 매우 심각하게 받아들인 여성이었죠. 여성이 강해질 수 있는 능력을 가지고 있다는 것에 대해 전혀 의심하지 않았습니다."라고 말한다.
케이트 쇼팽의 공감은 각자의 삶과 사회라는 맥락에서 개인들과 함께한다. 케이트 쇼팽의 작품은 곧, 그녀 자신의 이야기이자, 그녀가 살아간 시공간적 배경의 기록물이다. 그녀가 살던 때는 여전히 노예제 폐지운동이 계속되고 있었고, 또한 페미니즘이라는 개념이 도래하던 시기였다. 물론 그녀의 사상과 묘사는 직접적인 단어로 나타나지는 않지만, 이러한 요소들은 그녀의 작품을 관통한다.
쇼팽은 자신의 주변상황에 깊은 관심을 가졌고, 단어를 주의 깊게 관찰했다. 많은 지식인들이 쇼팽의 작품을 우연히 여자로 태어난 한 개인의 일상적인 감상이라고 인식했지만, 제인 르 마퀀드Jane Le Marquand은 쇼팽의 글을 새로운 페미니스트의 탄생이라고 보았다. 마퀀드는
"쇼팽은 타자인, 여성에게 개인적인 정체성, 자아 감각을 부여함으로써 가부장제를 훼손한다. 그녀의 작품은 이러한 여성의 깨달음을 기록한 것이다. 그녀의 삶의 '공식적인' 모습은 주변의 남자들에 의해 구축되었지만, 그것은 그녀의 이야기 속 여성을 통해 재평가받고 전복된다."
라고 평했다. 쇼팽은 여성의 힘을 믿었다. 그리고 이러한 믿음을 자신만의 문학적 창작능력을 활용하여 표현했다. 독자의 호기심을 자극하여 자신의 이야기를 의미 있게 전달하기 위해 현실을 과장하는 허구(논픽션)적 요소가 필요했을 것이다.

### 데지레의 아기에 나타난 인종차별 폭로
〈데지레의 아기〉는 노예제도와 농장생활의 풍습이 그대로 남아있던 루이지애나 (특히 크레올문화)에서 살면서 경험한 이야기를 담고 있다. 겉으로 보기에는 백인인 사람이 알고 보니 혼혈이었다는 이야기는 사실 전혀 새로운 소재가 아니었다. 흑인과 백인 사이에서 태어난 혼혈 (믈라토Mulatto)은 남부지방에서는 흔한 현상이었다. 또한 위 소설이 묘사하는 인종차별풍습은 19세기 미국에서 매우 보편적인 문제였다. 하지만 이 소설 속에서 아르망Armand이 자신의 자녀가 흑인이라는 사실을 믿으려고 하지 않는 것처럼, 그 당시 미국인들은 이러한 불편한 현실을 대면하고 싶지 않았다. 그래서 대부분 이런 현실을 언급하고 묘사하는 것을 꺼려하고 모른척했지만, 케이트 쇼팽은 인종주의의 어두운 면을 있는 그대로 보여주었다. 위대한 소설이란 "윤리적, 관습적 기준이 가리고 있는 미묘하고 복잡하고 진실한 의미를 드러내 인간의 실존을 있는 그대로 보여주는 것이다."

### 대중매체에서 인식된 쇼팽의 문체
1. 루이지애나 공공 방송에서는 케이트 쇼팽의 일대기를 그린 다큐멘터리 〈케이트 쇼팽 - 새로운 각성 Kate Chopin: A Reawakening〉을 방영하기도 했다.
2. HBO의 드라마 《트림Tremet》 첫 번째 시즌의 끝에서 두 번째 에피소드에서 크레이튼(John Goodman 분)은 신입생들에게 케이트 쇼팽의 《각성》을 읽어오라고 하면서 이렇게 말한다.
"이 책을 읽으면서 자신만의 시간을 가져보도록. 언어 자체에 주의를 기울여 보고, 그 속에 담긴 관념을 생각해보고. 이야기가 언제 시작하고 끝날까 그런 건 생각하지 말고. 플롯에만 의존하는 오락물과는 달리, 우리가 살아가는 삶에는 시작도 끝도 없으니까. 알았죠?"

## 작품

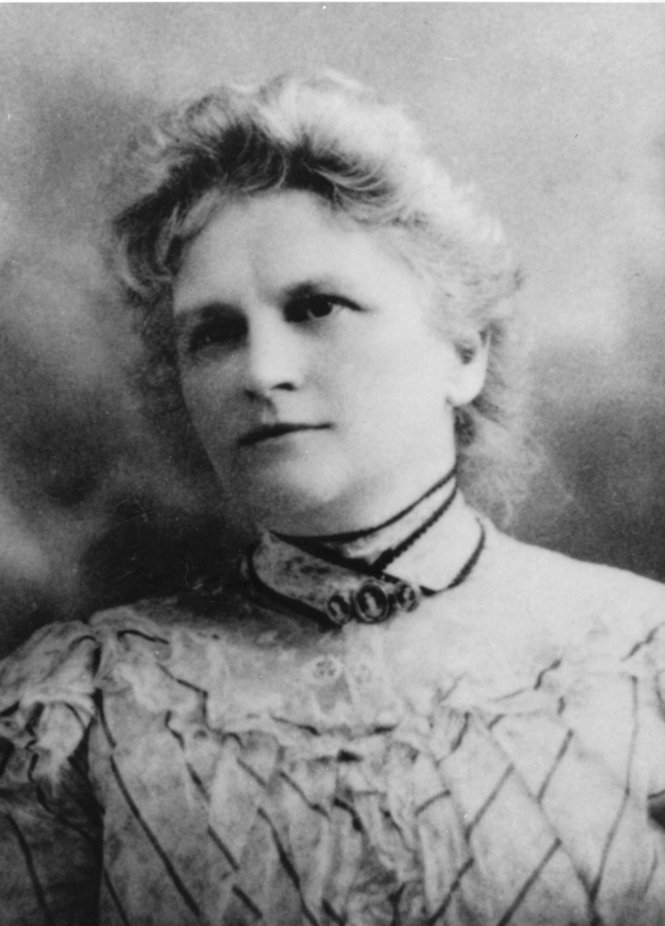
Kate Chopin

### 《각성》The Awakening(1899) H.S. Stone, Chicago

#### 작중 인물
에드나 폰텔리어: 19세기 말, 뉴올리언스에 사는 상류층 여성. 그녀의 아버지는 연합군 장교였다.
리온세 폰텔리어: 에드나의 남편이자 사업가. 크리올 (신대륙 발견 후 아메리카에서 태어난 에스파냐인과 프랑스인들의자손)이다.
에티네 폰텔리어와 라울 폰텔리어: 에드나와 리온세 사이에서 태어난 아이들. 항상 quadroon (백인과 반 백인의 혼혈)의 보살핌을 받으며 자란다.
마담 알린 레브룬: 그랜드 아일에 위치한 펜션의 주인이다. 에드나의 가족이 그랜드 아일로 휴가를 떠나며 만나게 된다.
로버트 레브룬: 알린 레브룬의 아들로서, 에드나가 사랑하는 상대이다.
아델 레티뇰: 롱 아일랜드에 사는 상류층 여성으로, 그랜드 아일로 휴가를 떠나 에드나와 가까워진다. 아이가 셋이며 남편을 공경하고 집안일을 좋아하는 여성으로써 당시 사회에 걸맞은 성격을 가져 에드나와의 대비를 이룬다.
알폰세 레티뇰: 아델의 남편으로, 직업은 약사이다.
마드모아젤 레이즈: 미혼의 피아니스트로 그녀 또한 그랜드 아일에 위치한 펜션의 게스트였으며, 에드나와 가까운 관계를 유지한다.
맨델렛 의사: 폰텔리어 가족의 주치의. 에드나의 마음이 리온세에게서 떠난 것을 알고, 그녀에게 환상에서 깨어나야 한다고 충고한다.
알리씨 아로빈: 뉴올리언스에 거주하는 젊은 남성으로, 에드나가 불륜을 저지르는 대상이나 그녀의 마음은 얻지 못한다.
하이캠프 부부: 알리씨 아로빈의 친구
메리맨 부인과 메이블런트 아가씨: 챕터 30에 등장하는 에드나의 파티에 초대된 인물들

#### 시대적, 공간적 배경
<각성>은 19세기 후반 에드나 폰텔리어의 거주지인 뉴올리언스와, 루이지애나의 세니에르 까미나다 섬 해안에서 조금 떨어진 그랜드 아일에서 벌어지는 일들을 배경으로 한다(세니에르 까미나다 섬은 1893년 허리케인에 파괴되었다고 알려져 있음). 소설은 휴양지 그랜드 아일에서 시작해 뉴올리언스로 옮겨 갔다가, 다시 그랜드 아일에서 결말을 맺는다.

#### 작품의 테마
1960년대 전 비평가들과 현재 몇몇 사람들은 작품이 불륜에 대한 도덕관념이 없는 소설이라며 비판했으나 60년대 이후 "열정을 합법적으로 받아들여 당대 상황을 노골적인 픽션으로 다룬 첫 여성 작가"라고 평가했다.

#### 출판 시기
소설은 1897년 1월 21일에 A Solitary Soul이라는 제목으로 처음 출판되었다. 그리고 1899년 4월 22일 시카고에 위치한 Herbert S. Stone& Cmpany에 의해 "The Awakening (각성)"이라는 제목으로 출판된다.

#### 작품에 대한 질의응답
Q. 소설 내 프랑스어 구문이 상당히 많은데, 특별한 이유가 있는지?
A. 크게 두 가지 이유로 생각해볼 수 있어요.
먼저, 19세기 당시 작가 케이트 쇼팽이 거주했던 루이지아나에는 프랑스인과 스페인사람들이 넓게 분포되어 있었고, 따라서 그 근방의 많은 사람들이 기본적으로 하나 이상의 언어를 구사할 수 있었습니다. <각성>에서도 미국인뿐 아니라 프랑스인, 스페인사람, 혹은 크리올인들이 작중인물로 자주 등장함을 볼 수 있는데,당시 루이지아나라는 배경의 영향을 많이 받은 것이죠.
두 번째 이유로는 에드나 폰텔리어가 프랑스어와 그 문화를 완벽히 이해하지 못했다는 점과 연관지어 생각해볼 수 있습니다. 그녀는 CH.2에 명시된 "희석되어 옅게 우러난 프랑스인"이라는 구절처럼 크리올이 아니었으며, 프랑스어를 잘 구사하지 못하는 것으로 미루어 보아 루이지애나 출신이 아니었다는 것까지 유추할 수 있었습니다. 또한 에드나는 로마 가톨릭도 아니었고 그저 켄터키나 미시시피 장로 교회 출신이었어요. 즉, 독자들이 책을 읽으며 느꼈던 프랑스어에 대한 이질감과 모호함은 에드나가 느낀 것과 비슷한 수준이었을 것입니다. 소설에서 에드나가 크리올의 문화와 프랑스어를 이해하지 못한 것처럼, 그녀를 가운데 두고 주변에서 일어나는 일들에 관해 제대로 알지 못하는 것이란 해석도 있습니다.
최근 몇몇 출판사들은 프랑스어에 대한 해석도 제시하는데, 쇼팽 또한 그녀가 사용한 몇몇 표현에 대한 어구 주석을 달아놓은 바 있죠. 그러나 해당 프랑스어 표현들에 대한 불가해(不可解)가 소설 전체에 대한 이해도를 떨어트리는 것은 아닙니다.
Q. 소설 내에 (Ch. 27) 에드나가 아로빈과 함께 있을 때, 그들이 성적인 관계를 맺는다는 미약한 암시가 나오는데 이것이 정말 그들의 성관계를 의미하나요?
A. 그렇습니다. 비록 텍스트 내에서는 성적인 구문이 전혀 언급되지 않았지만 그것은 시대적인 분위기 때문이었죠. 조금만 더 성적인 암시를 했더라면 출판되지 못했을 것입니다. 그녀의 단편 소설 The Storm에서는 훨씬 직접적인 암시가 나와 있는데, 이는 그것이 쓰여진 이후 훨씬 나중에, 다른 출판사에 의해 출판되었기 때문에 부분적으로 수정이 이루어진 것입니다. 케이트 쇼팽이 살던 19세기 말은 여자들이 자유롭게 성적 표현을 할 수 있던 시기가 아니었으니까요.
Q. 이 저서가 정말 당시 쇼팽의 고향이었던 세인트 루이스 도서관에서 금지되었나요?
A. 확인된 바에 따르면 꼭 그렇지는 않았습니다. 하지만 1902년 7월 6일자 뉴욕 타임스 기사에 따르면 일리노이 주의 에반스톤 주립 도서관에서는 <각성>과 불쾌한 (objectionable)책들을 그들의 책장에서 제외했다고 기록되어 있습니다. 사실상 오마하 주의 네브라스카 대학 교수 Charles Johanningsmeier 에 따르면, 당시 도서관들은 사실상 다양한 범주의 자연주의와 사실주의 저서들을 다루었다고 합니다. 19세기와 20세기, 주의 거센 반대에 부딪힐 수 있음에도 불구하고 많은 수의 도서관들과 도서관 사서들이 용기있게도 많은 책들을 이용 가능토록 해놓았습니다. 그러나 슬프게도 <각성>이라는 저서에 있어서는 사서들이 안전한 옵션을 택해 도서관에 제시해 놓지 않은 경우가 더 많았던 것 같네요.

### 한 시간의 이야기 The Story of an Hour (1894)

#### 작중 인물
루이즈 말라드 - 주인공, 심장병을 앓고 있다.
브랜틀리 말라드: 루이스의 남편, 작품의 결말전까지 죽은 것으로 묘사된다.
조세핀 - 루이즈의 여동생, 루이즈에게 남편이 죽었다는 소식을 전한다.
리차드 - 벤틀리 말라드의 친구, 벤틀리의 죽음을 접한 최초의 인물이다.

#### 줄거리
루이즈 말라드는 남편 벤틀리 말라드의 부고 소식을 듣는다. 처음에는 무척 슬퍼하지만 차츰 결혼이라는 억압에서 벗어났다는 사실로 인해 기뻐한다. 진정한 자유를 만끽하며 환희를 느끼는 도중 남편의 죽음이 거짓임을 알게된다. 남편이 돌아온 것을 본 루이즈 말라드는 갑작스러운 죽음을 맞이한다.

#### 시대적, 공간적 배경
<한시간의 이야기>는 19세기 후반 루이즈 말라드의 집을 배경으로 하고있다. 더 이상 장소에 대한 정보는 명시되어 있지 않다.

#### 작품의 테마
독자들과 학자들은 종종 <한시간의 이야기> 속에서 자아, 자아성취, 사랑의 의미, 쇼팽이 말하는 "자기권리 주장의 소유"의 측면에서 드러나는 자유에 대한 아이디어에 집중한다.
<한시간의 이야기>이 출판된 시기
1894년 4월 19일에 쓰여졌고, Vogue에서 1894년 12월 6일에 "한시간의 꿈"이라는 제목으로 처음 출판되었다.1895년 1월 5일에 "성 루이즈의 삶"으로 재출판되었다.

### 폭풍 The Storm(1898)

#### 작중 인물
칼릭스타: 쇼팽의 “카디안 볼에서”에서 등장한 인물이다. 알렉세와 불륜을 저지른다. 영국에 의해 미국으로 쫓겨난 가난한 프랑스 이주민.
보비노: 칼릭스타의 남편이며 비비의 아버지이다. 보비노 또한 “카디안 볼에서”에 등장한다.
비비: 카릭스타와 보비노의 4살짜리 아들이다.
알렉세 라밸리어: 부유한 크리올인(서인도 제도나 남미 초기 정착민의 후예. 또는 미국 남부에 정착한 프랑스나 스페인 정착민의 후예)이다. 그와 그의 형제들인 디디어와 알폰스는 쇼팽의 다른 몇몇 이야기들에 등장한다. "카디안 볼에서”에 등장했다.

#### 줄거리
(카디안 볼에서-칼릭스타가 알렉세를 만나서 잘해보려 하지만 클라리세가 다시 나타나 알렉세를 데려간다. 이후 알렉세는 클라리세와 결혼한다.)
바비노와 아들 비비가 폭풍 때문에 가게에 남게 되고 칼릭스타 홀로 집에 있게 된다.
빨래걷는 것을 도와주기 위해 알렉세가 칼릭스타 집에 들어오는데, 폭풍 때문에 그 역시 집에 가지 못한다.
폭풍이 끝난 후 칼릭스타는 돌아온 남편과 아들을 따뜻하게 맞는다.
돌아간 알렉세는 요양차 떠나있던 클라리세에게 보고싶지만 더 있다가 와도 된다는 편지를 쓴다.

#### 시대적, 공간적 배경
19세기 후반 미국 남부 루이지애나 주의 Friedeimer의 가게와 카릭스타와 보비노의 집 근처가 작품의 배경이다.

#### 작품의 테마
캐이트쇼팽의 대부분의 단편 소설들과 달리, 이 이야기는 쓰여지고 난 한참 이후인 1960년대까지 출판되지 않았다. 듣자하니 쇼팽은 이처럼 노골적으로 성적인 작품을 그 당시 출간할 출판사가 없다는 것을 알았기 때문에 이 이야기를 잡지에 보내지 않았다고 한다. 쇼팽의 전기작가인 Per Seyersted는 “이야기 속의 섹스는 루이지애나에 폭풍이 몰아친 것처럼 강력하고 불가피한 자연스러운 힘이다”라고 말했다. 또한 Seyested는 “쇼팽이 오직 하루와 하나의 폭풍을 다루었고, 이후에 닥칠 고난의 가능성을 배제하지 않았기 때문에 이 작품의 결론은 애매하다. 핵심은 도덕관념이 없는 엄청난 힘의 순간적인 기쁨이다”라고 덧붙였다.
이 작품에서 캐이트 쇼팽은 부도덕한 것 자체에 초점을 둔 것이 아니라, 부도덕한 삶 자체에 관심을 가졌다. 그녀는 그런 삶을 결혼의 겉과 속에서 드러나는 보편적인 에로스의 자연스러운(또는 불가피한) 표현들로 보았다. 쇼팽은 성적취향에 초점을 두었고, 그것이 그녀 스스로든 누구에게든 비정상적인 것도 천한 것도 아니며 삶 자체로서 ‘건강하고’ 아름다운 것이라고 보았다.

#### 출판 시기
이 작품은 1898년 7월 19일에 만들어졌다. 1969년 캐이트 쇼팽의 완전한 작품들을 통해 처음 출판되었다.

### 데지레의 아기 Desirees Baby (1893)

#### 작중 인물
아르망 오빙니: 라브리의 소유자. 부호의 아들. 노예들에게 혹독하기로 이름난 주인. 완고하고 자기 주장이 강하며, 아이가 순수한 백인이 아니고 혼혈인 사실이 드러나자 곧바로 데지레를 의심함.
데지레: 아르망의 부인. 부모가 누구인지 모르는 여자. 양부모에 의해 길러짐. 남편 아르망의 적극적인 구애로 결혼하고 아이를 낳아 행복한생활을 이어가는듯 싶었으나, 아이가 "혼혈"의혹에 휩싸이면서 궁지에 몰리게 되는 비련의 여인.
마담 발몽드: 데지레를 키운 여자
재드린과 라 블랑쉬: 하인과 노예. 데지레의 곁에서 일을 도와주는 여자들. 라 블랑쉬의 아들로 인해 데지레는 자신의 아들이 남다른 피부색을 가지고있으며 혼혈아라는 사실을 알게된다.

#### 줄거리
노예들에게 엄하기로 유명했던 남편 아르망이 아이가 생긴 기쁨에 더 이상 노예들을 때리지 않게되자 데지레는 기뻐한다.
어느날 갑자기 남편의 태도가 차가워진다. 영문을 모르던 데지레는 아들을 들여다보다가 때마침 집안일을 도와주는 라 블랑쉬의 아이를 보게 되고, 혼혈아인 라 블랑쉬의 아이와 자기 아들의 피부색이 비슷한것을 보며 소스라치게 놀란다.
아르망은 데지레에게 "아이가 백인이 아니면, 당신이 백인이 아니란 뜻이다"라고 말한다. 데지레는 "당신의 피부보다도 내 피부가 하얗다"라고 주장하지만, 아르망은 "기껏해야 라 블랑쉬의 피부만큼 하얄 뿐이다"라고 냉소적인 반응을 보인다. 데지레가 곤경에 처한 것을 알고 데지레의 양부모 돌아오라고 말한다. 데지레는 마지막으로 남편의 서재에 들른다. 데지레는 남편이 자신이 떠나기 원한다는 것을 확인하고는 절망한다. 끝내 데지레는 물가에서 아이와 함께 자살한다. 이후 아르망의 어머니가 아르망의 아버지에게 보낸 편지가 발견되고, 혼혈은 데지레가 아닌 아르망이었음이 밝혀진다.

#### 시대적, 공간적 배경
작품의 배경은 미국의 남북 전쟁 이전, 루이지아나이다. 케이트 쇼팽이 전쟁 이전으로 배경을 설정한 몇 안 되는 작품이다.

#### 작품의 테마
대부분의 독자들은 이 작품의 테마를 인종차별이라고 한다. 메리엄-웹스터에 따르면 ‘인종 차별’은 “인종이 인간의 특성을 결정하는 가장 중요한 요소이며 인종의 차이는 특정 인종을 우월하게 만든다.”고 하였다.
다른 독자들은 다른 테마와 주제를 찾기도 한다.
출판시기
이 작품은 1892년 11월 24일에 쓰였으며, 잡지 Vogue에 1893년 1월 14일에 출판되었다. 이는 Vogue가 출판한 케이트 쇼팽의 19개 작품 중 가장 먼저 출판한 것이다. 이 작품은 1894년 쇼팽의 작품을 엮은 Bayou Folk에서 재판되었다.

### 실크스타킹 A Pair of Silk Stockings (1896)

#### 작중 인물
소머즈 부인: 케이트 쇼팽이 표현하기를 “Little Mrs. Sommers”
가게 여자
극장에서 소머즈 부인 옆에 앉은 천박한 여자
케이블카에서 소머즈 부인 건너편에 있는 남자

#### 줄거리
어느날 소머즈 부인은 뜻밖에 15달러를 찾게 된다. 그것은 그녀에게 매우 큰 액수의 돈이었고, 그 돈을 어떻게 쓸지 생각한다. 처음 그녀는 그녀의 아이들을 위해 돈을 쓰려고 마음먹는다. 하지만 그녀는 그녀가 마주한 현재의 현실적 제약들로부터 벗어나 자율성을 얻은 짧은 순간동안 모든 돈을 쓰고 싶어진다. 소머즈부인은 그녀의 실크스타킹을 만지게 되고, 빛나는 실크스타킹의 감촉은 그녀가 실크스타킹을 사게 만든다. 이는 다른 사치를 향한 충동으로 번진다.

#### 시대적, 공간적 배경
이야기의 배경은 이름없는 도시이다. 이 도시는 1890년대에 백화점, 화려한 레스토랑, 극장, 케이블카가 있을 만큼 큰 도시이다.

#### 작품의 테마
어떤 독자들은 개인의 충동과 책임감 사이의 균형에 주목한다. 다른 독자들은 값비싼 옷과 식당,음식, 유흥을 만들기 위해 비즈니스를 통해서 여성을 조종하는 것으로 바라본다. .
출판시기
이 작품은 1896년 4월에 쓰여졌고, 1897년 9월 16일에 Vogue에 출판되었다. 이는 Vogue에 출판된 19개의 작품 중 하나이다.

### 아떼나이즈 Athenaise (1894)

#### 작중 인물
아떼나이즈: 쇼팽의 작품 “In and Out of Old Natchitoches”에서 언급된다.
카조: 아떼나이즈의 남편
펠리시테: 카조의 하인
모테클린 미쉐:아떼나이즈의 오빠
미쉐 부인: 아떼나이즈의 엄마
미쉐: 아떼나이즈의 아빠
실비: 아떼나이즈가 사는 뉴올리언스의 하숙집 주인
거버넬: 저널리스트, 배로다 부인의 남편의 친구. 그의 이름은 태그 이름으로 이해될 수 있는데, 프랑스어로는 배의 키 혹은 키의 손잡이라는 뜻이다. 이는 그가 방향을 알고 상황이 어디로 흘러가는지를 아는 사람이라는 것을 함축하고 있다. 거버넬은 쇼팽의 다른 작품 ‘A Respectable Woman 정숙한 여인’의 주인공이기도 하며 ‘The Awakening 각성’에서 Edna Potellier의 파티에서도 등장한다.
푸제트: 실비의 하인

#### 줄거리
이야기의 주인공인 아떼나이즈는 결혼한 여성으로서 사회가 자신을 억압한다고 생각하고 한 남자의 아내가 아닌 독립적인 여성으로서 살아가길 바란다. 그녀는 그런 생활을 벗어나기 위해 남편을 떠나고 부모님과 함께 살려고 하지만 실패한다. 그 후 아떼나이즈는 뉴올리언즈로 향하고 독립적으로 살아가게 되는데, 결국 자신이 임신했다는 사실을 깨닫고 자신이 있어야 할 곳은 남편 옆이라고 생각하며 돌아간다.

#### 시대적, 공간적 배경
이야기의 배경은 내커터시 패리시, 루이지아나, 뉴올리언즈에 칸느 강을 따라 있는 카조의 재배장이다. 1880년대 혹은 1890년대 초를 배경으로 한다.

#### 작품의 테마
모든 독자들은 각자 바라보는 관점이 다르다. 어떤 독자들은 이 강인하고 독립적인 여성이 자신이 임신했다는 사실을 알고 남편에게 돌아간다는 것에 실망한다. 다른 독자들은 쇼팽이 작품에서 그녀에 대해 언급했던 부분을 그대로 실천하는 행위라고 본다. 앞서 쇼팽은 그녀에 대해 “사람들은 아떼나이즈가 언젠간 뚜렷하게 본인의 생각을 알게 될 것이라고 했다. 이는 현재 그녀가 불확실하고 익숙하지 않다는 것을 의미한다. 그 때가 오게 된다면 이는 학문적 조사나 미묘한 분석, 추적을 통해서 얻은 것이 아니라 새에게 노래이듯, 꽃에게 향기와 색깔처럼 자연스럽게 오게 될 것이다. “
출판시기
이 작품은 1895년 4월 10일과 28일 사이에 쓰였으며 1896년 8월과 9월에 Athlantic Monthly에 출판되었다. 이는 Atlantic Monthly에 출간된 세 개의 쇼팽의 작품 중 하나다.

### 정숙한 여인 A Respectable Woman (1894)

#### 작중 인물
배로다 부인
거버넬: 저널리스트, 배로다 부인의 남편의 친구. 그의 이름은 태그 이름으로 이해될 수 있는데, 프랑스어로는 배의 키 혹은 키의 손잡이라는 뜻이다. 이는 그가 방향을 알고 상황이 어디로 흘러가는지를 아는 사람이라는 것을 함축하고 있다. 거버넬은 쇼팽의 다른 작품 ‘Athenaise 아떼나이즈’의 주인공이기도 하며 ‘The Awakening 각성’에서 Edna Potellier의 파티에서도 다시 한 번 시를 읊으며 등장한다.
개스톤 배로다: 배로다 부인의 남편

#### 줄거리
개스톤과 배로다 부인의 가정에 거버넬이라는 한 남자가 들어온다. 남편의 친구인 그는 매력이 없음에도 불구하고 배로다 부인의 마음을 사로잡는다. 배로다 부인은 그를 좋아하기에 복잡하고 불편한 감정을 가지게 되고 남편과 약간의 말다툼도 한다. 결국 남편도 집을 잠시 비우고, 배로다 부인이 한밤중에 벤치에 앉아있을 때 거버넬이 다가오면서 그녀의 마음엔 육체적인 유혹이 다가온다. 한 남자로서 바라보여지는 힘든 유혹을 그녀는 벤치에서 일어나 그에게서부터 떠남으로써 이기게 된다.

#### 시대적, 공간적 배경
이야기의 배경은 1880년대 혹은 1890년대 초 루이지아나에 있는 개스톤 배로다의 설탕 재배장이다

#### 작품의 테마
많은 독자들은 이야기의 마지막 문장에 주목하며 쇼팽이 나타내고자 하는 배로다 부인의 의도에 대해 질문한다. 케이트 쇼팽은 이처럼 뛰어나고도 애매모호한 결말을 만든다.
출판시기
이 작품은 1894년 1월 20일에 쓰였으며, 1894년 2월 15일에 Vogue에 출판되었다. 이는 Vogue에 출판된 19개의 작품 중 하나이다. 이 작품은 1897년에 쇼팽의 이야기를 엮은 A Night in Acadiie에서 재판되었다.

## 평가 및 전반적인 영향
비평가들은 케이트 쇼팽의 대표작인 ‘The Awakeining 각성” 을 병적이고 천박하며 공감할 수 없는 소설이라고 비판했다. 20세기 잘 알려진 미국 작가Willa Cather는 이 소설을 진부하며 비도덕적이라고 평가했다.
몇 근대 학자들은 세인트 루이스 (케이트 쇼팽의 고향) 도서관에서 그녀의 소설들이 금지되었다고 주장했지만 확실히 입증된 사실은 아니다. 하지만 1902년 일로노이주 에바스턴 공립 도서관에서 "The Awakening"을 책장에서 없애버렸다. 또한 이 소설은 비교적 최근에도 두 번의 위기가 있었다. 그 중 한 사건은 바로 쇼팽의 3번째 단편집 “A Vocation and a Voice”를 출판사가 알 수 없는 이유로 출판을 취소했으며 1991년까지 독립된 단행본이 출시되지 않았던 사건이다.
쇼팽의 소설은 그녀가 1904년에 사망한 후 대부분 잊혀졌지만, 향후 5년동안 문집에서 몇몇 단편들이 등장하곤 했으며 다른 작품들은 다시 출판되면서 사람들이 점차 그녀의 작품들을 다시 읽게 되었다. 1930년대에 케이트 쇼팽에 대한 전기가 등장했으며 그녀의 단편 소설들은 잘 설명했지만 "The Awakening”에 대한 설명을 생략했다. 하지만 1950년대에 이르자 학자들과 몇 사람들은 그녀의 작품을 통찰력 있고 감동적인 소설로 평가했다. 이러한 독자들은 케이트 쇼팽을 부흥시키고자 행동을 취했으며, 이 부흥은 미국에서 발생한 여러 문학 부흥운동 중 주목할 만한 운동이었다.
1969년 이후 소설 “The Awakening” 에 공감한Per Seyersted의 전기와 작품들이 출판되자 케이트 쇼팽은 전세계에 알려지게 되었다. 그녀의 작품들은 학자들과 학생들의 관심을 얻었으며 중국어, 체코어, 독일어, 프랑스어, 네덜란드어, 갈리시아어, 헝가리어, 이탈리아어, 일본어, 한국어, 말라얄람어, 폴란드어, 포르투갈어, 세르비아어, 스페인어, 스웨덴어, 터키어와 베트남어로 번역되었다. (여담이지만 공식 사이트에서 혹시나 다른 언어로 번역된 경우를 알면 자신들에게 연락을 달라며 링크를 걸어놨다.) 그녀는 요즈음 들어 현대적인 문제에 대해 뛰어난 웅변을 지닌 고전 작가로 평가 받는다. “The Storm 폭풍”, “The Story of an Hour”, “Desiree’s Baby”, “A Pair of Silk Stockings”, “A Respectable Woman”, “Athenaise”, 그리고 다른 그녀의 작품들이 수많은 출판물에서 등장하며 여성 삶에 대해 세심하고 우아하며 시적인 묘사로 독자들은 작품을 평가한다.
케이트 쇼팽의 죽음 이후 50년이 지나자 비평가들은 그녀가 쓴 작품의 본질을 이해하기 시작했다. Kenneth Eble은 1956년에 그녀에 관한 글을 썼으며 The Awakening의1964년 페이퍼백 에디션을 소개할 때 “지하 상상력(underground imagination)”, “어릴 적부터 형성된, 잘 정돈된 실제 생활과는 동떨어진 그리고 그 이면에서 비롯한 가상의 삶.” 이라고 얘기했다.
George Arms는 몇 년 후 “케이트 쇼팽은 그녀의 작품에서 현재 발생하는 사건의 연속을 보여주지만, 철학적 실용주의 관점에서 봤을 때 그녀는 최종 진실을 도출하지 않는다. 오히려 그녀는 진실을 끊임없이 재형성되는 개념으로 이해했고 결국 ‘최종’이란 개념은 존재하지 않는다고 보았다”
그리고 1969년 그의 전기에선 Per Seyersted는 쇼팽이 어떻게 미국의 새 지평선을 열었는지에 대한 설명이 유명하다.
1969년 이후 셀 수 없는 학자들이 케이트 쇼팽의 작품과 삶에 대한 글을 썼다. 예를 들어, Sandra Gillbert가 “the Penguin Classics Edition” 에 작성한 “The Awakening”의 소개 글을 살펴보면 케이트 쇼팽의 두 소설과 인기 단편작들에 대한 여러 평론들이 나열되어있다. 페미니스트 비평가들에겐 그녀의 소설이 큰 영향력이 있었는데, 1969년 이후 그녀에 관한 글들은 대부분 페미니스트의 본질과 여성들의 사회적 위치에 관한 내용이 대부분이었다.
오늘날 케이트 쇼팽은 미국의 가장 중요한 작가 중 한 명으로 평가된다.
그녀의 소설들과 이야기들은 셀 수 없는 책들과 온라인을 통해 읽을 수 있다. 많은 나라에서 비평가들과 학자들은 400개 이상의 학술지, 최소 60개의 책과 160개의 박사논문에서 그녀의 작품을 논했다. 예술가들은 쇼팽의 작품을 기반으로 연극, 영화, 노래, 오페라, 춤, 영화 대본을 비롯한 여러 형태의 예술 작품을 만들었다.

## 수상
1990년 케이트 쇼팽은 세인트루이스 유명인거리St. Louis Walk of Fame에 기념되었다. 2012년 미주리 세인트루이스 작가코너에 청동흉상이 세워졌다.

## 관련서적
- "Kate O'Flaherty Chopin" (1988) A Dictionary of Louisiana Biography, Vol. I, p. 176
- Koloski, Bernard (2009) Awakenings: The Story of the Kate Chopin Revival. Louisiana State University Press, Baton Rouge, LA. ISBN 978-0-8071-3495-5
- Eliot, Lorraine Nye (2002) The Real Kate Chopin, Dorrance Publishing Co., Pittsburgh, PA. ISBN 0-8059-5786-3
- Berkove, Lawrence I (2000) "Fatal Self-Assertion in Kate Chopin's 'The Story of an Hour'." American Literary Realism 32.2, pp. 152–158.
- Toth, Emily (1999) Unveiling Kate Chopin. University Press of Mississippi, Jackson, MS. ISBN 1-57806-101-6